# Chiromyza tenuicornis
Chiromyza tenuicornis är en tvåvingeart som först beskrevs av Lindner 1949.  Chiromyza tenuicornis ingår i släktet Chiromyza och familjen vapenflugor.
Artens utbredningsområde är Guyana. Inga underarter finns listade i Catalogue of Life.